# Mircè
El mircè és un monoterpè acíclic. Existeixen dos isòmers d'aquest compost orgànic volàtil, l'α-mircè i el β-mircè. L'isòmer més rellevant és el β-mircè, un compost present als teixits de moltes plantes, com el llorer, el càdec, el pi roig o la família de les orquídies. El β-mircè també juga papers claus en aromes molt importants, ja que és el terpè més present en el llúpol i un dels principals en l'oli essencial de Cannabis sativa (entre un 29,4 i un 65,8%, segons la varietat). L'α-mircè, en canvi, no es troba a la natura, i tot i ser fàcil de preparar en un laboratori, té un ús molt reduït.

## Biosíntesi i producció
El mircè va ser aïllat de la planta Myrcia acris l'any 1895 per F. B. Power i Clemens Kleber. La biosíntesi del β-mircè, en ser un monoterpè acíclic, és força senzilla: es pot sintetitzar bé per la pèrdua d'un protó del catió geranil o bé per la pèrdua d'un protó del catió linalil. Existeixen dues formes de produir industrialment el mircè: la més comuna és la piròlisi de β-pinè que genera un 75–77% de mircè, un 9% limonè, un 2% de p-mentadiè i petites quantitats de coc. També es pot sintetitzar a partir de la reacció de l'etil acetoacetat amb bromur d'isoprè i bromur de geranil, per donar beta-keto esters que es poden convertir a mircè a partir d'una reacció de Wittig.

## Usos
En la indústria perfumera, el mircè és usat com intermediari per a la producció d'alcohols terpènics (geraniol, nerol i linalol) i aromes sintètiques (citral, citronel·lal, hidroxicitronel·lal, mentol, ionones i mircenol). Rarament és usat de forma directa. També s'utilitza per la síntesi de les vitamines A i E.